# Sympherobius bifasciatus
Sympherobius bifasciatus is een insect uit de familie van de bruine gaasvliegen (Hemerobiidae), die tot de orde netvleugeligen (Neuroptera) behoort. 
Sympherobius bifasciatus is voor het eerst wetenschappelijk beschreven door Banks in 1911.